# Infobox
Infobox (także Info-Box, Info Box, InfoBox) – pawilon wystawienniczy w Berlinie na placu Lipskim (oficjalny adres: Leipziger Straße 21), istniejący w latach 1995–2001.
Infobox zaprojektowany został przez firmę architektoniczną Schneider + Schumacher z Frankfurtu nad Menem jako pierwszy obiekt zrealizowany w rejonie Placu Poczdamskiego w dawnym pasie Muru Berlińskiego. Posiadał formę prostopadłościanu o wymiarach 62,5 × 15 × 15 m pokrytego czerwonymi emaliowanymi płytami, uniesionego na słupach około 8 m nad powierzchnią terenu. Wnętrze zawierało trzy kondygnacje wystawiennicze z salą do prelekcji i kawiarnią. Na dachu znajdował się taras widokowy. Do wnętrza pawilonu i na taras prowadziły dwie zewnętrzne klatki schodowe.
Obiekt zrealizowany był jako lekka konstrukcja stalowa. W styczniu 2001, z uwagi na postęp prac prowadzonych przy Leipziger Straße, pawilon został rozebrany a z jego części zmontowano niewielką wieżę widokową przed siedzibą biura Schneider + Schumacher.